# خلية دبقية شعاعية

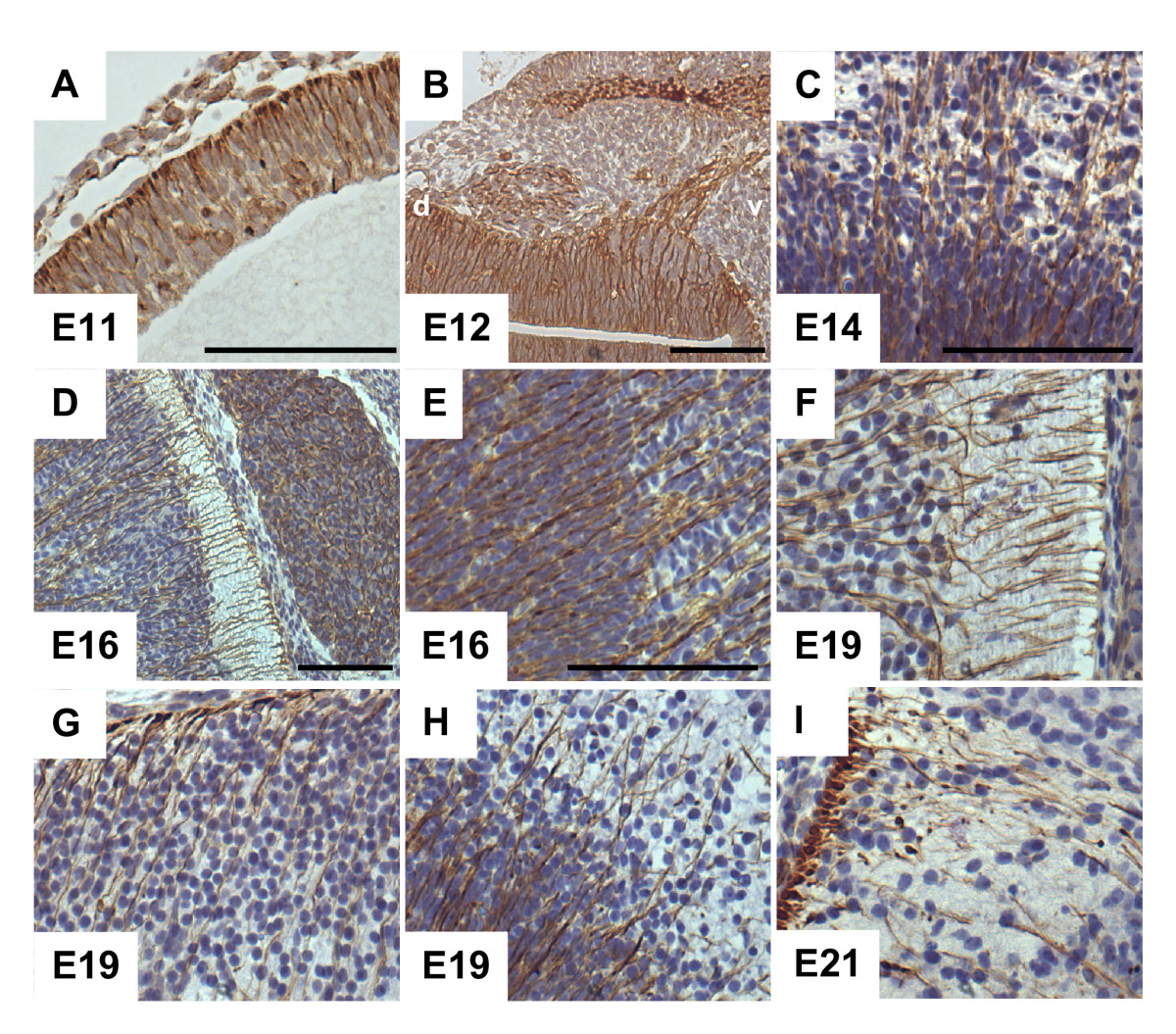
الخلايا الدبقية

الخلايا الدبقية الشعاعية، أو الخلايا السلفية الدبقية الشعاعية (آر جي بّي إس)، هي خلايا سلفية ذات شكل ثنائي القطب ومسؤولة عن إنتاج جميع العصبونات في القشرة المخية. تنتج «آر جي بّي إس» أيضًا بعض سلالات الخلايا الدبقية، بما في ذلك الخلايا النجمية والخلايا الدبقية قليلة التغصن. تستقر أجسام خلاياها (السوما) في المنطقة البطينية الجنينية، التي تقع بجوار الجهاز البطيني النامي.
خلال تطورها، تستخدم العصبونات حديثة التشكل الخلايا الدبقية الشعاعية كسقالات، إذ تنتقل على طول الألياف الدبقية الشعاعية لتصل مقصدها النهائي. على الرغم من تنوع مصائر مجموعة الخلايا الدبقية الشعاعية، أثبت التحليل النسيلي امتلاك معظم الخلايا الدبقية الشعاعية لمصير مقيد، إما أحادية القدرة أو متعددة القدرة. يمكن ملاحظة الخلايا الدبقية الشعاعية خلال المرحلة عصبية المنشأ لدى جميع الفقاريات (المدروسة حتى الآن).
يشير مصطلح «الدبقية الشعاعية» إلى الخصائص المورفولوجية الملاحظة لأول مرة في هذه الخلايا: أي عملياتها الشعاعية وتشابهها مع الخلايا النجمية، التي تمثل بدورها عضوًا آخر من عائلة الخلايا الدبقية.

## البنية

### خلايا مولر الدبقية
خلايا مولر الدبقية هي خلايا دبقية شعاعية موجودة في الشبكية النامية والناضجة على حد سواء. بشكل مماثل لوجودها في القشرة المخية، تظهر خلايا مولر الدبقية عمليات طويلة ممتدة على كامل عرض الشبكية، من طبقة الخلايا القاعدية إلى الطبقة الذروية. مع ذلك، بعكس الخلايا الدبقية الشعاعية القشرية، لا تظهر خلايا مولر الدبقية في الشبكية قبل حدوث الدورات الأولى من تخلق النسيج العصبي. تشير الدراسات إلى امتلاك خلايا مولر الدبقية القدرة على إبطال تمايزها بسرعة لتنقسم إلى خلايا سلفية عصبية استجابة لإصابة ما.
تتمثل السمة المميزة فعليًا لخلايا مولر الدبقية عن بقية الخلايا الدبقية الشعاعية في امتلاكها للخصائص البصرية. تُعتبر الشبكية بمعظمها مشتتة للضوء إلى حد كبير، ما يشير إلى كون خلايا مولر الدبقية الألياف الرئيسية المسؤولة عن نقل الضوء إلى الخلايا المستقبلة للضوء في الجزء الخلفي من الشبكية. تشمل خصائص خلايا مولر الدبقية المساعدة لتحقيق هذه الوظيفة امتلاكها لعدد محدود من المتقدرات (التي تُعد شديدة التشتيت للضوء)، بالإضافة إلى ترتيب متخصص من خيوط البروتين الداخلية.
تمثل خلايا مولر الدبقية النوع السائد من الخلايا الدبقية الكبيرة في الشبكية، تتحمل بالتالي مسؤولية العديد من الوظائف الداعمة التي تقع عادة على عاتق الخلايا النجمية والخلايا الدبقية قليلة التغصن في بقية الجهاز العصبي المركزي.

### خلايا بيرغمان الدبقية
خلايا بيرغمان الدبقية (تُعرف أيضًا باسم الخلايا الظهارية الشعاعية، أو خلايا غولجي الظهارية أو الخلايا النجمية الشعاعية) هي خلايا نجمية أحادية القطب مشتقة من الخلايا الدبقية الشعاعية المرتبطة بشكل وثيق مع خلايا بركنجي في المخيخ. نظرًا إلى استمرار ملاحظة خلايا بيرغمان الدبقية في المخيخ، وتأديتها للعديد من الأدوار المميزة للخلايا النجمية، أُطلق عليها أيضًا اسم «الخلايا النجمية المتخصصة». تمتلك خلايا بيرغمان الدبقية عمليات شعاعية متعددة ممتدة عبر الطبقة الجزيئية للقشرة المخية ومنتهية في السطح الحنوني على شكل نهاية بصلية. تساعد خلايا بيرغمان الدبقية في هجرة الخلايا الحبيبية، وتوجيه العصبونات الصغيرة من الطبقة الحبيبية الخارجية إلى الأسفل نحو الطبقة الحبيبية الداخلية على طول عملياتها الشعاعية الممتدة. إلى جانب دورها في التطور المبكر للمخيخ، تحظى خلايا بيرغمان الدبقية أيضًا بدور هام في التقليم المشبكي. في حال موت خلايا بركنجي المحرض بواسطة تلف في الجهاز العصبي المركزي، تخضع خلايا بيرغمان الدبقية عندئذ لتغيرات تكاثرية واسعة من أجل تعويض النسج المتضررة أو المفقودة في عملية تُعرف باسم الدباق.

## الأهمية السريرية
نظرًا إلى عمل الخلايا الدبقية الشعاعية كخلايا سلفية دبقية وعصبية أساسية في الدماغ، بالإضافة إلى دورها بالغ الأهمية في حدوث الهجرة العصبية الملائمة، قد يؤدي العجز في وظيفة الخلايا الدبقية الشعاعية إلى تأثيرات عميقة في تطور الجهاز العصبي.
تؤدي الطفرات في «إل آي إس 1» و«إن دي إي 1»، الذين يمثلان البروتينين الأساسيين لتمايز الخلايا الدبقية الشعاعية واستقرارها، إلى حدوث اضطرابات التطور العصبي المرافقة مثل انعدام تلافيف الدماغ وصغر الدماغ الأملس. يظهر المرضى المصابون بهذه الأمراض نقصًا في الطيات القشرية (الأتلام والتلافيف) وحجم الدماغ. تسبب الحالات الشديدة من انعدام تلافيف الدماغ الموت في غضون شهور قليلة بعد الولادة، بينما قد يختبر المرضى المصابون بأشكال معتدلة من الاضطراب التخلف العقلي، وصعوبة في التوازن، وعجز في الكلام والحركة والصرع.
ارتبط موت الخلايا السلفية العصبية مؤخرًا بفيروس زيكا المنقول عبر البعوض. أشارت الدلائل الوبائية إلى إمكانية تسبب عدوى الجنين خلال الثلثين الأولين من الحمل في عجز خلقي مميت وصغر الرأس، إذ قد ينجم ذلك موت الخلايا السلفية. علاوة على ذلك، قد تتسبب الطفرات في الجينات المرتبطة بصغر الرأس والمسؤولة عن تشفير البروتينات، مثل «WDR62»، في نضوب الخلايا الدبقية الشعاعية خلال تطور الدماغ ما يؤدي في النهاية إلى حدوث حدم الدماغ الصغير والإعاقات العقلية.

## لمحة تاريخية
وصف كاميلو غولجي، باستخدام تقنية صبغ الفضة الخاصة به (التي عُرفت لاحقًا باسم طريقة غولجي)، الخلايا شعاعية الاتجاهات الممتدة من القناة المركزية إلى السطح الخارجي للنخاع الشوكي الجنيني في عام 1885.
في عام 1888، درس جوسيبي ماجيني القشرة المخية الجنينية في الثدييات باستخدام طريقة غولجي، وأكد وجود الخلايا الشعاعية الممتدة في القشرة المخية (وُصفت أيضًا في وقت سابق من قبل كوليكر)، ولاحظ وجود «انتفاخات أو تورمات متنوعة» على الألياف الشعاعية. لاحظ ماجيني أيضًا ازدياد تعداد هذه الانتفاخات وحجمها في وقت لاحق من التطور، إلى جانب غيابها من الجهاز العصبي لدى البالغين. بناءً على هذه النتائج، افترض ماجيني أن هذه الانتفاخات عبارة عن عصبونات نامية. تمكن ماجيني، عبر استخدام مزيج من طريقة غولجي وطريقة صبغ الهيماتوكسيلين، من تحديد هذه الانتفاخات على أنها خلايا، ولاحظ ارتباط بعضها بشكل وثيق مع الألياف الشعاعية.
استكمل رامون إي كاخال الأعمال المبكرة الإضافية بالغة الأهمية في تحديد هوية الخلايا الدبقية الشعاعية ووظيفتها، إذ اقترح لأول مرة تصنيف الخلايا الشعاعية كإحدى أنواع الخلايا الدبقية نتيجة تشابهها مع الخلايا النجمية؛ إلى جانب أعمال فيلهلم هيس، الذي اقترح فكرة إمكانية استخدام المحاور العصبية النامية للخلايا الشعاعية من أجل توجيهها وإرشادها أثناء التطور.
على الرغم من فترة الاهتمام الأولية هذه بالخلايا الدبقية الشعاعية، بقيت المعلومات الإضافية المعروفة حول هذه الخلايا قليلة للغاية حتى ظهور المجهر الإلكتروني والكيمياء النسيجية المناعية بعد 60 عام تقريبًا.